# Лівія (міфологія)

Лівія за Анаксимандром. VI ст. до н. е. (сучасна реконструкція)

Лівія, Лібія (дав.-гр. Λιβύη, «струїста» або що відноситься до вітру Лібу) — в давньогрецькій і давньоримській мітології певна країна на кордоні відомого світу — ойкумени, «земна межа» поряд з Етіопією і Скитією.
З розширенням знань античних географів мітична країна стала локалізуватися як позначення конкретної території в Північній Африці і навіть самої Африки в цілому (див. Стародавня Лівія), а відгомони древніх знань про ці місця — зіставлятися з реально існуючими географічними об'єктами і народами.

## Персоніфікація
В давньогрецькій мітології  німфа Лівія, дочка Епафа та Мемфіди (або Хемміди). Кохана (або, за іншою версією, дружина) Посейдона, від якого народила близнюків Агенора (цар Тіра в Фінікії) і Бела (цар Єгипту), а також Лелега (цар Мегара, епонім лелегів). Іноді від Посейдона її сином називають Бусіріса, а від Бела доньку — Ламію. Її нащадки стали родоначальниками тебських і аргоських героїв. Зображена в скульптурній групі в Дельфах вінчає вінком Батта. Згадана в Аполлонія Родоського.
Лівія в римській мітології  була дочкою Епафа і Кассіопеї. Дружина Нептуна, від якого народила Бусіріса, правителя Верхнього Єгипту, убитого Геркулесом. Правителька однойменної країни на захід від Нілу.

## Боги і божества
Імена богів і божеств мешкають в Лівії, відповідно до греко-римської міфології:
- Параммон (лівійський бог, прізвисько Гермеса в Олімпії[9]).
- Тритон (морське божество, вісник глибин[10], бог Тритонійського озера[11], батько тритонів, або цар Лівії[12]).
- Хремет (річковий бог[13], батько Анхерої[14]).

## Правителі
Список імен персонажів греко-римської міфології, які згадуються правителями Лівії або будь-яких її міст і областей:
- Антей (велетень, пов'язують з містом Ірасу).
- Данай (співправитель в Лівії свого брата Єгипта).
- Дідона (рим. Елісса) — засновниця і перша цариця Картаґени.
- Евріпіл (пов'язують з містом Кирена, інше ім'я Евріт) — не слід плутати з Евріпілом царем острова Кос, також це епітет бога Тритона.
- Ярбас (або Ярбай, або Гіарб, першочоловік, рим. Іапон)[15] народився в країні гарамантів[16], цар племені макситанів[17], варіант: захопив (або спробував захопити) царство Дідони — Картаґену[18].
- Капер (можливо правильне ім'я Кафавр[19]).
- Ламія царювала в Лівії (варіант: чудовисько на горі Корфіда, біля підніжжя Парнаса).
- Лівія (Лібія, німфа) правила на захід від Нілу, епонім країни Лівія.
- Лік (син бога Ареса)[20].
- Медуза Горгона (царювала над народом у озера Тритоніди, варіант: чудовисько з жіночим обличчям і зміями замість волосся[21]).
- Тритон (цар Лівії[12], або божество).
- Феродамант (або Феромедонт)[22].

## Географія

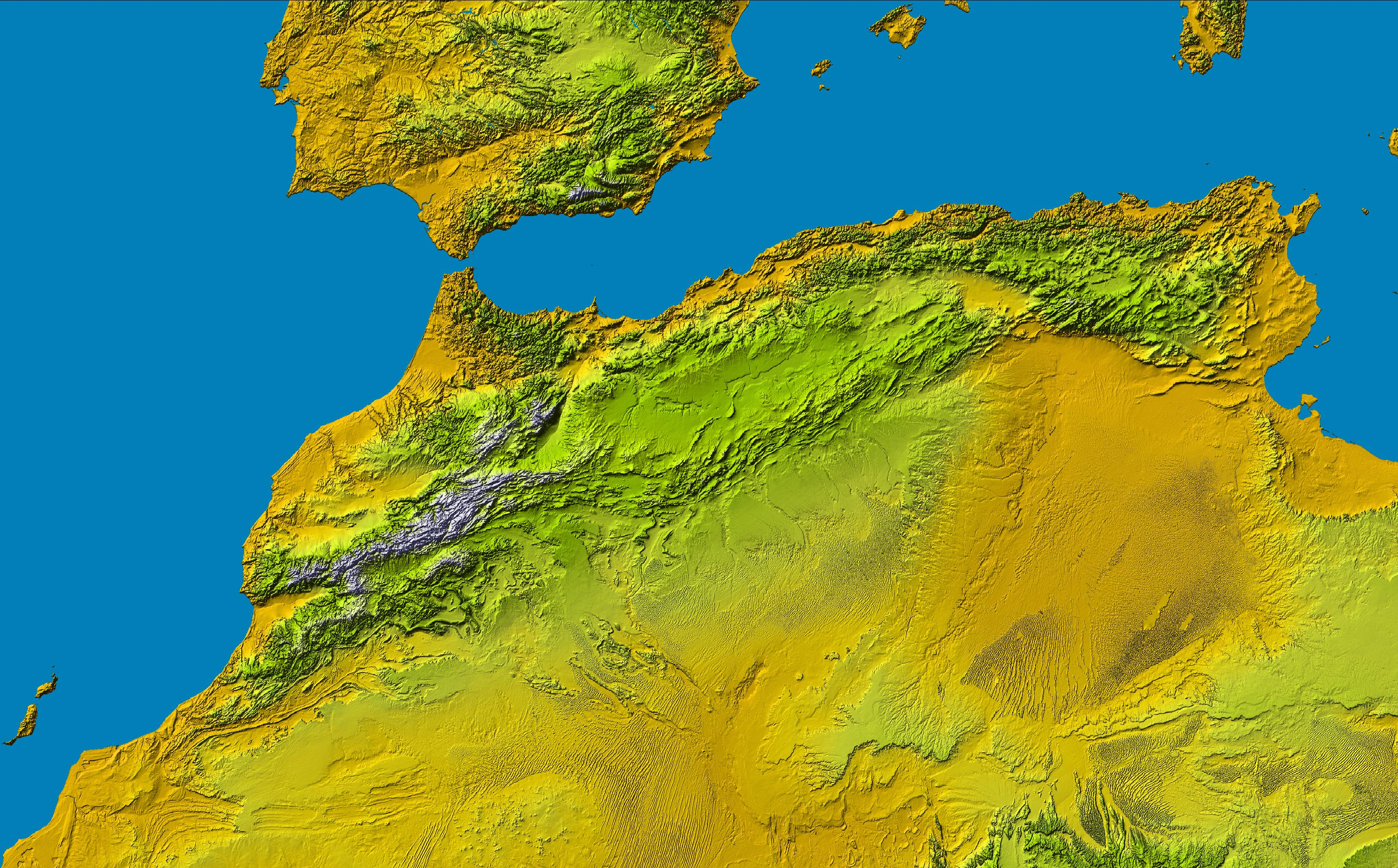
Північно-західний африканський регіон в який прийшли з міфів назви — Атлаські гори, Атлантичний океан, Геркулесові стовпи.

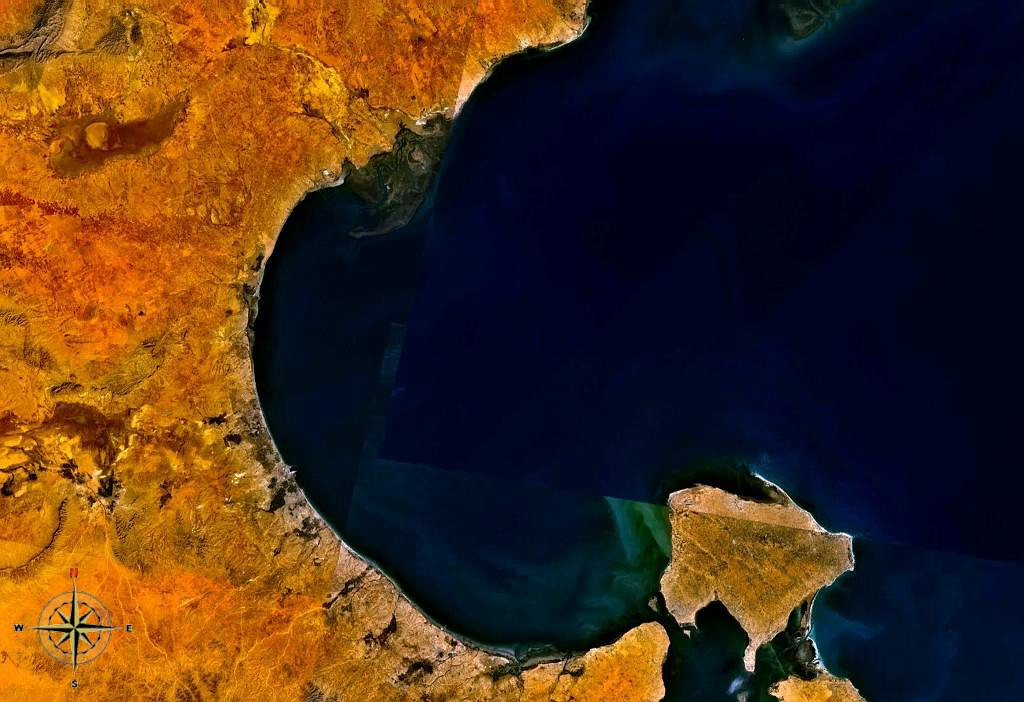
Затока Габес — місце проживання легендарних лотофагів.

Список топонім ів і епонім ів, а також персонажів в греко-римській міфології, деякий з яких вплинули на освіту реальних назв племен і територій в Лівії (Північній Африці):
- Амфіфемід, Амфітеміс, Амфітемід — лівієць, син Аполлона і Акакалліди. Іменується також Гарамантом[23]. Епонім племені гарамантів.
- Атлант (рим. Атлас) — від імені цього титану походить назва Атлантичного океану, Атлаських гір, в міфах згадується річка Атлант.
- Гераклові стовпи (рим. Геркулесові стовпи) — назва, що використовувалося для позначення висот, що обрамляють вхід в Гібралтарську протоку.
- Ірасу — місто, (міф про Антея і Геракла) не локалізоване.
- Кеніп і Кеніф — згадувані в міфах річки, не локалізовані.
- Кирена — кохана Аполлона, в честь неї названо місто Кирена в Киренаїці.
- Лівія (німфа) — епонім древньої Лівії.
- Лотофаги — міфічний народ на острові біля берегів Лівії, що знаходиться під владою лотоса[24], зіставлення з реальними мешканцями затоки Габес[25].
- Менелай — легендарний герой гомерівського епосу «Іліада», оповідання про перебування Менелая в Лівії пов'язують з киренською колонізацією[26]. Ім'я Менелая носила гавань у області Арданіда[27] (Киренаїка, пізніше Мармарика).
- Насамони — епонім народу насамонів, син німфи Тритоніди.
- Псилл — епонім народу псиллів.
- Океан або Зовнішнє море — величезний водний простір, що охоплює всю землю, або, принаймні, Європу і Лівію (Африку) (іноді Океан — назва річки Ніл).
- Омфал — місцевість біля річки Тритона, де відпала пуповина Зевса[28], не локалізована.
- Острови блаженних — локалізація цього географічного об'єкта не відома, ймовірно, це були які-небудь острова Середземного моря або Атлантичного океану, за однією з версій — Азорські острови.
- Пігмеї — казковий народ карликів. Проживали в Лівії (варіант: в Індії, у Фракії).[29] Можливе зіставлення з реальною групою народів Центральної Африки — пігмеями.
- Тритоніда — озеро[30] (або річка[31]), не локалізовано, в міфології німфа цього озера — Тритоніда.
- Фаруси — народ (згадуваний у міфах про Геракла), не локалізований.